# 밤차로 온 사나이
밤차로 온 사나이는 한국에서 제작된 임권택 감독의 1970년 영화이다. 박노식 등이 주연으로 출연하였고 강대진 등이 제작에 참여하였다.

## 출연

### 주연
- 박노식
- 윤양하
- 고상미
- 허장강

## 제작진
- 조명: 정원조
- 미술: 이성배